# Namoro Blindado
Namoro Blindado - O Seu Relacionamento à Prova De Coração Partido é um livro de Renato Cardoso e Cristiane Cardoso lançado pela editora Thomas Nelson no ano de 2016. O livro tem como objetivo ensinar o solteiro, namorado ou divorciado (de qualquer fase da vida), a não errar na vida amorosa.
O livro já foi lançado nas cidades de São Paulo, como Campinas e Guarulhos, e também na Livraria da Travessa, na Barra da Tijuca, zona oeste do Rio de Janeiro.

## Sobre os autores
Renato e Cristiane Cardoso, casados há 25 anos, são escritores, e lançaram seu primeiro livro em 2012, Casamento Blindado. Dão palestras sobre relacionamento e vida amorosa. Renato e Cristiane Cardoso estão casados desde 1991. Após o casamento, foram morar nos Estados Unidos. Durante esse período, já moraram em três países, realizando palestras e acompanhando e aconselhando casais em mais de 30 nações. Eles também são apresentadores do programa The Love School – A Escola do Amor, exibido aos sábados ao meio-dia pela Rede Record.